# Primavera Rosa
Die Primavera Rosa (it., dt.: Rosa Frühling) war ein Eintagesrennen im Frauenradsport, das 1999 bis 2005 in der italienischen Region Ligurien ausgetragen wurde. Es war Teil des Rad-Weltcups der Frauen.
Das Rennen wurde durch RCS Sport als weibliches Gegenstück zum Klassiker Mailand–Sanremo erschaffen, jeweils am selben Tag und auf den letzten 118 km des Männerrennens von Varazze bis Sanremo ausgetragen. Es beinhaltete damit auch die berühmten Anstiege Cipressa und Poggio di Sanremo. Der Name Primavera Rosa spielte wie die Farbe des Maglia Rosa auf die Farbe der Sportzeitung Gazzetta dello Sport an, die zum RCS-Konzern gehört.
Nach der Absage der Austragung 2006 wurde das Rennen nicht mehr veranstaltet. 2025 wurde mit Milano–Sanremo Donne eine Neuauflage ins Leben gerufen.

## Siegerliste
| Anno | Siegerin          | Zweite               | Dritte           |
| ---- | ----------------- | -------------------- | ---------------- |
| 1999 | Sara Felloni      | Gabriella Pregnolato | Chantal Beltman  |
| 2000 | Diana Žiliūtė     | Ina-Yoko Teutenberg  | Giovanna Troldi  |
| 2001 | Susanne Ljungskog | Mirjam Melchers      | Sara Felloni     |
| 2002 | Mirjam Melchers   | Diana Žiliūtė        | Chantal Beltman  |
| 2003 | Sulfija Sabirowa  | Regina Schleicher    | Rochelle Gilmore |
| 2004 | Sulfija Sabirowa  | Mirjam Melchers      | Oenone Wood      |
| 2005 | Trixi Worrack     | Nicole Cooke         | Oenone Wood      |